# Lakonski
"Lakonski" je pridjev koji dolazi iz drevne Grčke. Označavao je osobe koje potječu iz Sparte (Lakonije), koje su bile škrte na riječima.
Ovaj se pridjev danas upotrebljava za opis jezgrovitog i kratkoga načina govora, npr. lakonski izraz ili lakonski kratko (Laconica brevitas).

## Porijeklo
Lakonija je bila regija na Peloponezu, u drevnoj Grčkoj gdje su živjeli Spartanci. 
Kada se Filip II. Makedonski sa svojom vojskom približavao Sparti, dao je (prema legendi) prenijeti im sljedeću prijetnju: 
"Ako pobijedim u ovom ratu, gorjet će vaše kuće, gradovi će vam biti u plamenu, vaše žene će biti udovice i zauvijek ćete biti roblje."
Spartanci, koji su bili škrti na riječima, odgovorili su samo jednom riječju: "Ako".